# Chuối Cavendish
Chuối Cavendish là quả của các giống chuối trồng nông nghiệp thuộc phân nhóm Cavendish xếp trong nhóm chuối tam bội AAA của họ Chuối (Musaceae).
Chúng bao gồm các giống chuối trồng quan trọng về mặt thương mại như 'Dwarf Cavendish' (1888) và 'Grand Nain' ("chuối Chiquita"). Kể từ những năm 1950, các giống chuối này đã trở thành các loại chuối được giao dịch quốc tế nhiều nhất. Chúng thay thế chuối Gros Michel (thường được gọi là chuối Kampala ở Kenya và chuối Bogoya ở Uganda) sau khi các loại chuối này bị dịch bệnh Panama tàn phá.
Chuối Cavendish không thể sinh sản hữu tính, thay vào đó được nhân giống vô tính. Do đó, tính đa dạng di truyền của chuối Cavendish là rất thấp. Sự thiếu hụt nghiêm trọng đa dạng sinh học đồng thời với thực tế là loài Cavendish được trồng thành từng bụi chuối dày đặc trong các khu vườn độc canh mà không hề có bất kỳ loài hoặc thực vật tự nhiên nào khác hỗ trợ chúng, có nghĩa là chuối Cavendish cực kỳ dễ bị bệnh tật, bị nấm bùng phát và đột biến gen có thể dẫn đến sự tuyệt chủng.

## Lịch sử trồng trọt

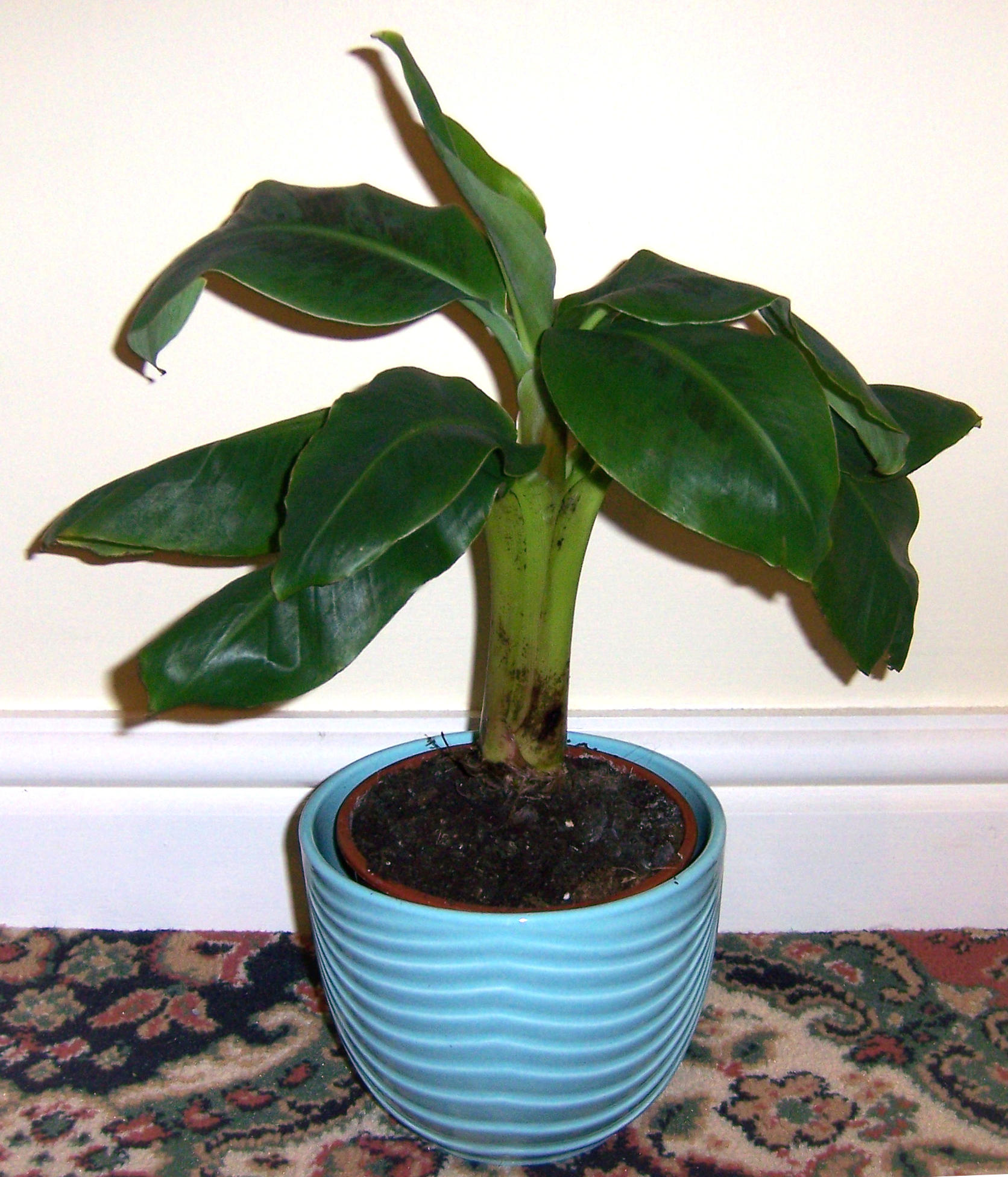
Giống chuối 'Super Dwarf Cavendish'.

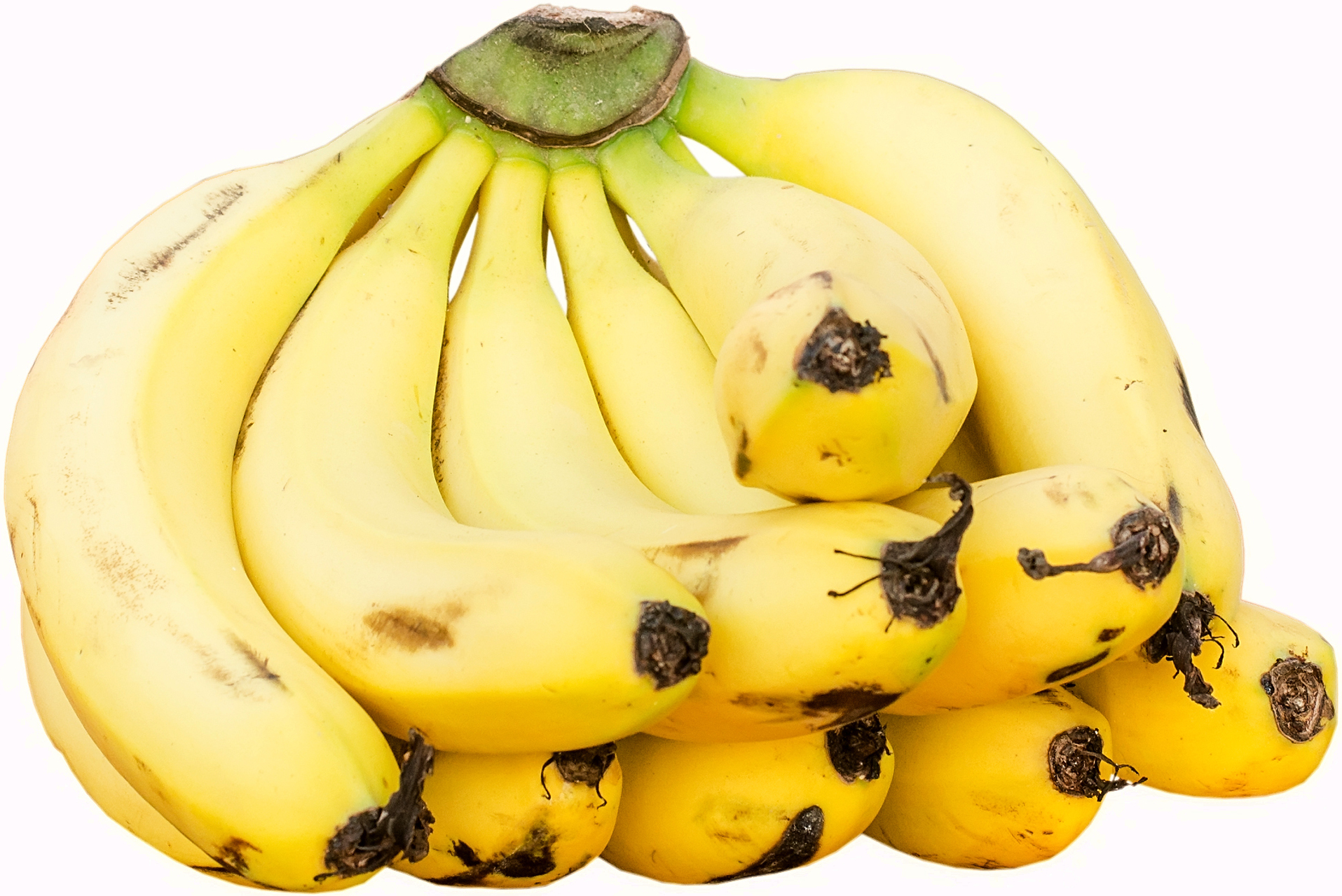
Chuối Cavendish.

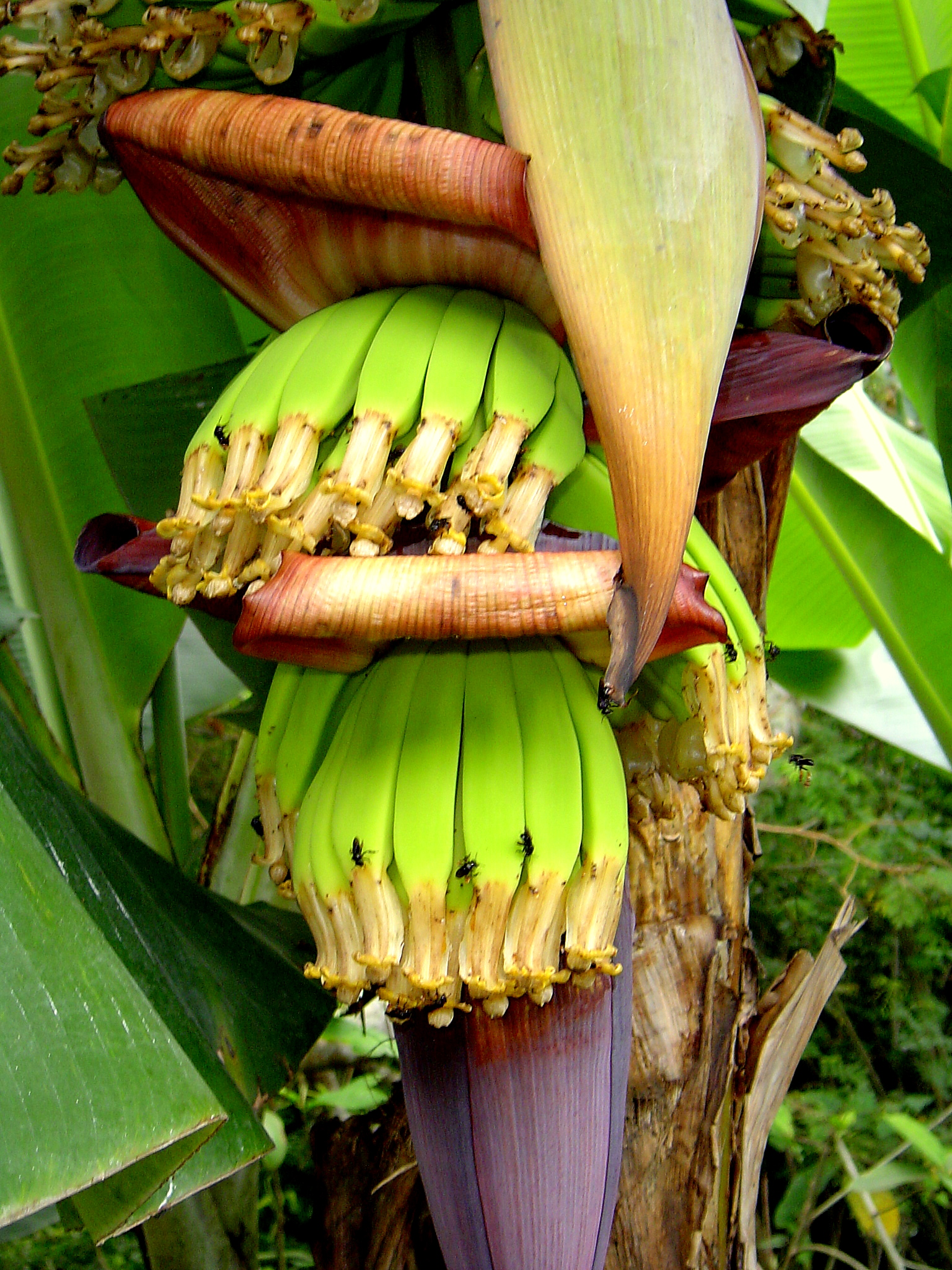
Phát triển quả của chuối Cavendish

Chuối Cavendish được đặt theo tên của William Cavendish, Công tước thứ 6 của Devonshire. Mặc dù chúng không phải là những mẫu chuối đầu tiên được biết đến ở châu Âu, nhưng vào khoảng năm 1834, Cavendish đã nhận được một chuyến hàng chuối (từ Mauritius) do tuyên úy của Alton Towers (lúc đó là nơi ở của Bá tước Shrewsbury). Người làm vườn và là bạn của ông, Ngài Joseph Paxton, đã trồng chúng trong nhà kính của Chatsworth House. Các cây trồng này được Paxton mô tả thực vật học là Musa cavendishii, theo tên của Công tước. Vì thành tựu công việc của mình, Paxton đã giành được huy chương tại Hiệp hội Làm vườn Hoàng gia năm 1835.
Chuối Chatsworth được vận chuyển đến nhiều nơi khác nhau trên khắp Thái Bình Dương vào thập niên 1850. Người ta cho rằng một số lô hàng trong số chúng có thể đã đến quần đảo Canary, mặc dù các tác giả khác tin rằng chuối ở quần đảo Canary đã có từ thế kỷ XV và đã được đưa vào thông qua các phương tiện khác, cụ thể là bởi những nhà thám hiểm đầu tiên người Bồ Đào Nha, những người đã thu được chúng từ Tây Phi sau đó làm lan truyền giống chuối này đến vùng Caribê. Chuối ở châu Phi lần lượt được du nhập từ Đông Nam Á vào Madagascar bởi các thủy thủ người Austronesia đầu tiên đặt chân đến đây. Năm 1888, chuối từ quần đảo Canary được Thomas Fyffe nhập khẩu vào Anh. Những quả chuối này hiện được biết là thuộc giống Dwarf Cavendish.
Chuối Cavendish được đưa vào sản xuất đại trà từ năm 1903 nhưng không có gì nổi bật mãi cho đến sau này vào những năm 1950, khi bệnh Panama tấn công chuối Gros Michel ("Big Mike") vốn chiếm ưu thế trước đó. Bởi do chúng đã được trồng thành công trên cùng loại đất với các cây chuối Gros Michel trước đây, nhiều nông dân cho rằng chuối Cavendish có khả năng chống lại bệnh Panama tốt hơn. Trái ngược với quan điểm này, vào giữa năm 2008, các báo cáo từ Sumatra và Malaysia cho rằng bệnh Panama đã bắt đầu tấn công cả chuối Cavendish.
Sau nhiều năm cố gắng ngăn chặn bệnh Panama xâm nhập vào châu Mỹ, vào giữa năm 2019, bệnh Panama Tropical Race 4 (TR4) đã được phát hiện tại các trang trại trồng chuối ở vùng duyên hải Caribe. Không có thuốc diệt nấm hiệu quả đối với TR4, chuối Cavendish có thể sẽ gặp số phận tương tự như chuối Gros Michel.

## Phân loại và danh pháp
Chuối Cavendish là một phân nhóm cây trồng tam bội (Nhóm AAA) của Musa acuminata.
Các giống cây thuộc chuối Cavendish được phân biệt bởi chiều cao của cây và các đặc điểm của quả, và các giống cây khác nhau có thể thông qua cơ quan chức năng khác nhau để xác định là khác biệt. Các dòng vô tính quan trọng nhất sản xuất quả bao gồm: 'Dwarf Cavendish', 'Grande Naine', 'Lacatan' (bungulan), 'Poyo', 'Valéry' và 'Williams' theo một hệ thống phân loại giống cây trồng. Một phân loại khác bao gồm: 'Double', 'Dwarf Cavendish', 'Extra Dwarf Cavendish', 'Grande Naine', 'Pisang Masak Hijau' (syn 'Lacatan') và 'Giant Cavendish' là một nhóm gồm nhiều giống cây trồng khó phân biệt (bao gồm 'Poyo', 'Robusta', 'Valéry' và 'Williams'). 'Grande Naine' là giống chuối quan trọng nhất trong thương mại quốc tế, trong khi 'Dwarf Cavendish' là giống chuối được trồng rộng rãi nhất. 'Grande Naine' còn được gọi là chuối Chiquita.

## Tiêu thụ
Đây là các giống chuối có giá trị thương mại cao, từng chiếm tới 47% tổng sản lượng toàn cầu trong giai đoạn 1998-2000 và là các giống chuối chiếm sản lượng chính trên thế giới.
Quả của chuối Cavendish được ăn sống, nướng, làm salad trái cây và để bổ sung cho các món thực phẩm khác. Vỏ ngoài có màu xanh khi chuối được bán ở chợ và chuyển dần sang màu vàng khi quả chín. Khi nó chín, tinh bột được chuyển thành đường khiến quả có vị ngọt. Khi đến giai đoạn cuối (giai đoạn 7), các "đốm đường" màu nâu/đen phát triển. Khi chín quá mức, vỏ chuyển sang màu đen và thịt nhão.
Chuối chín tự nhiên hoặc được thông qua một quá trình cảm ứng. Sau khi hái, chuối có thể tự chuyển sang màu vàng với điều kiện là chúng đã đủ tuổi vào thời điểm thu hoạch, hoặc có thể cho tiếp xúc với khí ethylene để gây chín. Chuối đang trong quá trình chuyển sang màu vàng sẽ phát thải ra ethylene tự nhiên, được đặc trưng bởi sự phát ra các este có hương thơm ngọt ngào. Hầu hết các nhà bán lẻ sẽ bán chuối ở giai đoạn 3–6, trong đó giai đoạn 5–7 là lý tưởng nhất để tiêu thụ ngay lập tức. Các mã PLU được sử dụng cho chuối Cavendish là 4011 (màu vàng) và 4186 (màu vàng nhỏ). Chuối Cavendish hữu cơ được chỉ định PLU 94011.
Do có hình dạng giống dương vật nên đôi khi chúng được sử dụng trong các lớp học giáo dục giới tính để minh chứng cách sử dụng bao cao su đúng cách.

## Bệnh cây trồng
Các giống chuối Cavendish, chiếm khoảng 99% lượng chuối xuất khẩu, chúng rất dễ bị nhiễm bệnh nấm thường được gọi là bệnh Panama. Chúng cũng có nguy cơ tuyệt chủng, bởi vì chuối Cavendish là một loài sinh sản không có sự thụ tinh của noãn làm cho quả không có hạt và chỉ sinh sản thông qua sinh sản sinh dưỡng hay còn gọi là nhân bản vô tính, nên khả năng chống lại bệnh tật của chúng thường thấp. Phát triển khả năng kháng bệnh phụ thuộc vào những đột biến xảy ra ở các đơn vị cây giống do đó tiến hóa chậm hơn so với các loại cây trồng hạt-nhân giống.
Việc phát triển các giống trồng kháng bệnh là giải pháp thay thế duy nhất để bảo vệ cây ăn quả khỏi các bệnh nhiệt đới và cận nhiệt đới như bệnh héo do vi khuẩn và bệnh héo Fusarium, thường được gọi là bệnh Panama. Việc thay thế bằng các giống Cavendish mới có thể sẽ phụ thuộc vào kỹ thuật gen, vốn bị cấm ở một số quốc gia. Việc nhân giống cây trồng thông thường vẫn chưa thể tạo ra một loại giống giữ được hương vị và thời hạn sử dụng cho Cavendish. Năm 2017, Dale và cộng sự đã sản xuất giống chuối biến đổi gen kháng bệnh Tropical Race 4.